# 기관권총
기관권총(機關拳銃, 영어: machine pistol, 독일어: Reihenfeuerpistole)은 완전 자동 사격이 가능한 피스톨이다.

## 같이 보기
- 피스톨
- 자동 권총